# Бусо I фон дер Шуленбург
Бусо I фон дер Шуленбург (на немски: Busso I von der Schulenburg, Ritter; * ок. 1396; † 1475/1477) е рицар от „Бялата линия“ на благородническия род „фон дер Шуленбург“.
Той е големият син на рицар Фриц I фон дер Шуленбург († сл. 1415) и съпругата му Хиполита фон Ягов, дъщеря на Херман фон Ягов († ок. 1396) и Маргарета фон Маренхолц (* ок. 1345). Внук е на „кнапе“ (оръженосец, носач на щит) Бернхард V фон дер Шуленбург († сл. 1417) и Маргарета фон Ведерде? († сл. 1395).
Потомък е на Вернерус де Скуленбурх († сл. 1238) и на рицар Вернер II фон дер Шуленбург († сл. 1304). През 14 век синовете на Вернер II фон дер Шуленбург разделят фамилията в Алтмарк на две линии, рицар Дитрих II (1304 – 1340) основава „Черната линия“, по-малкият му брат рицар Бернхард I († сл. 1340) „Бялата линия“. Днес родът е от 22. генерация.
Роднина е на Дитрих II († 1393), княжески епископ на Бранденбург (1366 – 1393). Братята му са граф Фридрих II фон дер Шуленбург († сл. 1477), „кнапе“ Бернхард VIII фон дер Шуленбург-Хиеросолимитанус († 1479/1470), и граф Матиас I фон дер Шуленбург († 1479/1477).
Бусо I фон дер Шуленбург има общо 9 деца и умира през 1475/1477 г. Децата му получават титлата граф.

## Фамилия
Бусо I фон дер Шуленбург се жени за Елизабет фон Оберг († пр. 1439). Те имат четири деца:
- Фриц IV фон дер Шуленбург († пр. 1510), граф, женен I. за Кунигунда фон Бартенслебен, II. за Анна? фон дем Берге
- Хенинг II фон дер Шуленбург († сл. 1499), неженен
- Кунигунда фон дер Шуленбург († сл. 26 юли 1481), графиня, омъжена за Фридрих фон Вустров († пр. 26 юли 1481)
- Албрехт II фон дер Шуленбург († сл. 1496), граф, неженен

Бусо I фон дер Шуленбург се жени втори път пр. 1430 г. за Армгард Елизабет фон Алвенслебен (* ок. 1419), дъщеря на Лудолф III фон Алвенслебен († сл. 1437) и Армгард фон Хонлаге (* ок. 1396). Те имат пет деца:
- Бусо II фон дер Шуленбург († сл. 1502/сл. 1508), рицар, женен за Катарина фон Айхщет?
- Георг II фон дер Шуленбург († сл. 1508), граф, неженен
- Гебхард фон дер Шуленбург, граф, неженен
- Армгард фон дер Шуленбург, графиня, омъжена ок. 1466 г. за Ханс фон Бартенслебен-Волфсбург (* ок. 1440; † пр. 8 април 1486), син на Гюнтер фон Бартенслебен (1405 – 1453) и София фон Алвенслебен († ок. 1461)
- Маргарета фон дер Шуленбург, графиня, омъжена за Дитрих фон Пфанхаузен?